# 広島県道341号吉原清武線
広島県道341号吉原清武線（ひろしまけんどう341ごう よしわらきよたけせん）は、広島県東広島市を通る一般県道である。

## 概要
東広島市豊栄町吉原から東広島市豊栄町清武に至る。

### 路線データ
- 起点：東広島市豊栄町吉原（広島県道28号吉舎豊栄線交点）
- 終点：東広島市豊栄町清武（広島県道29号吉田豊栄線交点）
- 総延長：7.0 km

## 地理

### 通過する自治体
- 東広島市

### 交差する道路
| 交差する道路           | 交差する場所 | 交差する場所 |
| ---------------------- | ------------ | ------------ |
| 広島県道28号吉舎豊栄線 | 豊栄町吉原   | 起点         |
| 国道375号              | 豊栄町清武   |              |
| 広島県道29号吉田豊栄線 | 豊栄町清武   | 終点         |